# Arrecife Maro
El arrecife Maro (en inglés Maro Reef y en hawaiano Nalukākala) es un laberinto de arrecifes coralinos de las islas de Sotavento de Hawái. Está situado a 1370 km al noroeste de Honolulú.

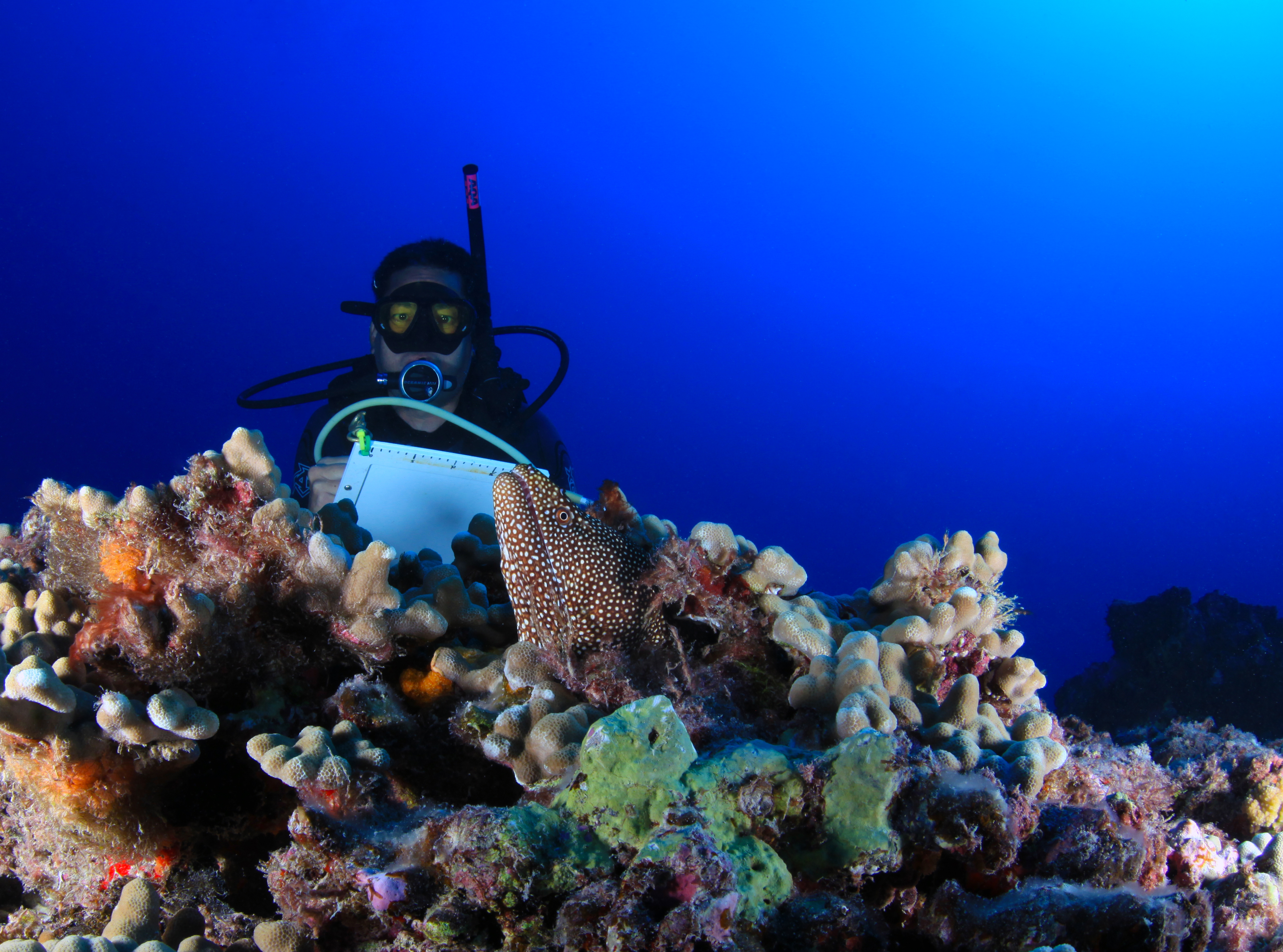
Arrecife Maro.

El arrecife es lo que queda de un atolón sumergido que queda a ras del agua con la marea baja. Es el arrecife más grande de Hawái, con 37 especies de coral. Fue descubierto en 1820, por el capitán norteamericano Joseph Allen. El arrecife fue bautizado con el nombre de su barco, el Maro de Nantucket, el primer ballenero que llegó al puerto de Honolulú.